# Australorhynchus tetramorphacanthus
Australorhynchus tetramorphacanthus is een soort in haakworm (Acanthocephala). De worm wordt meestal 1 tot 2 cm lang. De soort is aangetroffen in de ingewanden van de Seriola lalandi
De haakworm komt uit het geslacht Australorhynchus en behoort tot de familie Rhadinorhynchidae. Australorhynchus tetramorphacanthus werd in 1967 beschreven door Lebedev.